# Mesura de comptar
En matemàtiques i més concretament en teoria de la mesura, la mesura de comptar o mesura comptadora és una manera intuïtiva d'assignar una mesura a qualsevol conjunt: es considera que la "mida" d'un subconjunt és el nombre dels elements del subconjunt si és finit, i ∞ si el subconjunt és infinit.
Formalment, es comença amb un conjunt Ω i es considera la sigma-àlgebra que consisteix en el conjunt de les parts de Ω. Es defineix una mesura μ sobre aquesta sigma-àlgebra establint ((A) = |A| si A és un subconjunt finit de Ωi μ(A) = ∞ si A és un subconjunt infinit de Ω, on |A| denota la cardinalitat del conjunt A Llavors (Ω, Σ, μ) és un espai mesurable.
La mesura de comptar permet traduir moltes afirmacions sobre espais Lp, com ara la desigualtat de Cauchy-Schwarz, la desigualtat de Hölder o la desigualtat de Minkowski, a formes més familiars. Si Ω = {1,...,n} i S = (Ω, Σ, μ) és l'espai mesurable amb la mesura de comptar μ en Ω, llavors Lp(S) és el mateix que Rn (o Cn), amb la norma definida per
{\displaystyle \|x\|_{p}={\biggl (}\sum _{i=1}^{n}|x_{i}|^{p}{\biggr )}^{1/p}}
per a x = (x1,...,xn). Dividir la mesura de comptar entre el nombre n d'elements de Ω dona la distribució uniforme discreta.
De manera similar, si per Ω es pren el conjunt dels nombres naturals i S l'espai mesurable amb la mesura de comptar sobre Ω, llavors Lp(S) consta d'aquelles successions x = (xn) per a les quals
{\displaystyle \|x\|_{p}={\biggl (}\sum _{i=1}^{\infty }|x_{i}|^{p}{\biggr )}^{1/p}}
és finit. Aquest espai s'escriu sovint com {\displaystyle \ell ^{p}}.
La mesura de comptar en conjunts numerables també és útil per aplicar teoremes de la teoria de l'integral de Lebesgue (com el teorema de la convergència monòtona, el lema de Fatou, el teorema de la convergència dominada, el teorema de Fubini, etc.) a sèries.